# Petrasziwka (obwód chmielnicki)
Petrasziwka (ukr. Петрашівка) – wieś na Ukrainie, w obwodzie chmielnickim, w rejonie chmielnickim, w hromadzie Wińkowce. W 2001 liczyła 1203 mieszkańców, spośród których 705 wskazało jako ojczysty język ukraiński, 496 rosyjski, 1 mołdawski, a 1 inny.